# BLG-120
BLG-120 – brazylijska bomba kasetowa o wadze 120 kg opracowana przez firmę Target Engenharia et Comércio Ltda i produkowana przez Avribras Aeroespacial SA.
Może zawierać ładunki przeciwpiechotne, przeciwpancerne i odłamkowe. Jest ona stosowana przeciwko celom rozproszonym na powierzchni. Atak może zostać przeprowadzony z różnej wysokości i z różną prędkością. Ładunek składa się z 86 subamunicji.
Po zrzuceniu bomba otwiera swoje osłony. Otwarcie zachodzi w wyniku działania napędzanych mechanicznie zapalników czasowych, znajdujących się na głowicy i w ogonie. Rozproszenie subamunicji uzyskuje się w zależności od prędkości bomby, dzięki rotacji podczas uwalniania ładunków.
Bomby te są przenoszone przez Embraer EMB 312 Tucano, ale mogą być stosowane w Aermacchi MB-326, Embraer EMB 314 Super Tucano, Northrop F-5 Freedom Fighter, AMX International AMX.